# 1737
Năm 1737 (số La Mã: MDCCXXXVII) là một năm thường bắt đầu vào thứ Ba trong lịch Gregory (hoặc một năm thường bắt đầu vào thứ Bảy của lịch Julius chậm hơn 11 ngày).

## Sinh
English to Vietnamese translation
- 12 tháng 1 - John Hancock, nhà cách mạng Mỹ (mất 1793)
- 29 tháng 1 - Thomas Paine, người Anh (mất 1809)
- 27 tháng tư - Edward Gibbon, sử gia Anh (mất 1794)
- 2 tháng 5 - William Petty, Bá tước thứ hai của Shelburne, Thủ tướng Vương quốc Anh (mất 1805)
- 20 tháng 6 - Tokugawa Ieharu, shogun Nhật Bản (mất 1786)
- Ngày 05 tháng 8 - Johann Friedrich Struensee, bác sĩ hoàng gia Đan Mạch (mất 1772)
- 29 tháng 8 - John Hunter, thống đốc thứ hai của New South Wales (mất 1821)
- 09 tháng 9 - Luigi Galvani, bác sĩ và nhà vật lý học Ý (mất 1798)
- Ngày 14 tháng 9 - Michael Haydn, nhà soạn nhạc người Áo (mất 1806)
- 15 tháng 9 - Miklós Küzmics, Hungary Sloven nhà văn, linh mục Công giáo (mất 1804)
- Ngày 19 tháng 9 - Charles Carroll của Carrollton, chỉ Công giáo La Mã người ký của Tuyên ngôn Độc lập Mỹ (mất 1832)
- Ngày 26 tháng 12 - Prince Josias của Coburg, Áo (mất 1815)
- Không rõ ngày - Frances Abington, nữ diễn viên người Anh (mất 1815)

## Mất
• 20 tháng 11 - Caroline xứ Ansbach, Vương hậu Vương quốc Anh qua đời